# Club Natació Reus Ploms
El C.N. Reus Ploms, también llamado Ploms, es un club de la ciudad de Reus (Tarragona) España. 
En sus instalaciones existen las siguientes secciones y actividades: Ajedrez, Artes Marciales (Judo, TaekwonDo y Capoeira), Atletismo, Baloncesto, Ciclismo, Excursionismo y Trail, Gimnasia Rítmica, Hockey patines, Natación, Pádel, Patinaje Artístico, Tenis y Triatlón.  Además, también dispone de dos salas de musculación y Fitness, con Actividades Dirigidas como: ciclismo indoor, Zumba, Pilates, Tonificación y Esparta (entrenamientos HIIT, es decir, High Intensity Interval Training).

## Historia
En el año 1915, un grupo de jóvenes, Albert Pallejá, Antoni Gispert, Domenec Mutlló, y Josep Màdico, se desplazaban a la playa de Salou, para poder practicar la natación, en este grupo se añadieron unos amigos suyos, los Barrera, Mallorquín, Graso, Adserà, Carbonell, Sotorra, Joven, Vallverdú, Portal, Marca, Balsells, Alsina, Solé, Casanovas y Gilabert. Un señor natural de Alemania, de nombre Carl Pistor, que se bañaba tanto en verano como en invierno, en la playa de Salou, les dio las primeras clases de natación, al estilo de aquella época y enseguida se hicieron nadadores. Este grupo se reunía en Reus, en un huerto que tenía la entrada por el camino de Valls con salida por la calle de Santa Eulalia, donde practicaban la gimnasia. 
En 1918, decidieron constituirse como Club, y así se crea "EL PLOMS", nombre o palabra que dio el maestro suizo a este grupo puesto que decía que se hundían en el agua como PLOMOS. 
El Club empieza a tener importancia y se decidieron a contar con una vivienda propia. En reunión celebrada en el Centro de Lectura se aceptó el presupuesto de la industrial de la madera el Sr. Josep Carbonell, para realizar una "caseta" en la playa de Salou, que valía 3.500 pesetas en total, a pagar 500 pesetas d’entrada y el resto en letras aceptadas y renovables a conveniencia del Club. En la misma reunión y por hacer frente al pago se acordó emitir 100 bonos de 5 pesetas a pagar al Club cuando se pudiera, había la creencia que no se acabarían de pagar nunca. Estos bonos estaban firmados por Nilo Alsina, como Presidente, por Ernest Graso como Secretario, y por Miquel Portal como Tesorero. 
En otra reunión que se celebró en el Bar America de Reus, se acordó el actual nombre del Club. Hasta aquel momento por todo el mundo solamente eran "LOS PLOMS", a partir de esta reunión ya pasó a denominarse CLUB NATACIÓN REUS, sin olvidarse, pero, del "PLOMS", pioneros de la natación en esta ciudad. También se decidió adjudicar los primeros números de socios a través de un sorteo. 
Los primeros carnés de socio fueron entregados el 1 de noviembre de 1921, y estaban firmados los primeros por Nilo Alsina , como Presidente, y el segundo a partir de julio de 1922 por Joan Marca. 
El 15 de julio de 1921, el Sr. Antoni Gispert, realizó por primera vez la Travesía al Puerto de Salou, con un tiempo de 27 minutos. 
El 9 de noviembre de 1921, se realizó una reunión para aprobar el primer reglamento del Club.
En el año 1927, se pidió y fue aceptada, la inscripción en la Federación Catalana de Natación, con el nombre de Club Natación Reus "Ploms".
En el año 1930 se empezaron los trabajos de la construcción de la primera piscina de las comarcas meridionales, de 25 metros al aire libre, en unos terrenos de propiedad del socio Sr. Ramón Barrera Ébano, que posteriormente daría al Club, con tal que nunca el Club los podría vender ni hipotecar mientras no hubiera otra instalación que fuera de superior calidad a la construida. Esta piscina fue inaugurada el 12 de junio de 1932, en un acto solemne, disputándose para la ocasión unas pruebas de natación y saltos acuáticos. 
En el año 1931, se fundó la sección de Baloncesto, en 1934 la sección de Tenis, el 1943 la de Hockey Patines, y así sucesivamente en diferentes años se fueran constituyendo las diferentes modalidades deportivas, de las cuales tenemos en la actualidad 14 secciones.
Durante los años de la guerra civil española, los deportes de competición del club quedaron sin actividad, a pesar de todo, el club siguió existiendo.
El 23 de octubre de 1939, se redactan unos nuevos reglamentos del Club, que fueran aceptados el 27 de octubre del mismo año, con la llegada del "Año de Victoria", por el gobernador civil de la Provincia de Tarragona. A partir del año 1939, el Club volvió a coger la fuerza y se volvieron a incorporar los socios fundadores, que los acontecimientos de la Guerra Civil, obligaron a partir al exilio. A todos los efectos se les conservó el número de socio. 
Más adelante el Club adquirió una finca junto a la piscina, donde se pudo hacer una pista de atletismo de 300 metros de cuerda. Hasta aquellos momentos los atletas del club realizaban sus "entrenamientos" en el campo de fútbol del Cataluña Nueva. 
En el año 1948, se compró el "Palacio Bofarull", para utilizarlo como sede social, aquel local lo venía utilizando la Falange Española. Para la compra se realizó una emisión de obligaciones de 500.000 pesetas, que se pagaron, cumpliendo los plazos de amortización marcados. En el año 1985, fue vendido a la Diputación de Tarragona, trasladándose el Club definitivamente a las instalaciones deportivas de la carretera de Tarragona, la sede social y las oficinas del Club, potenciándolos al máximo.
El 25 de septiembre de 1957 se inauguró el primer pabellón polideportivo, donde había aneja una piscina cubierta de pequeñas dimensiones. Este pabellón fue inaugurado en la práctica de la gimnasia y participó el que fue uno de los mejores gimnastas del mundo, Joaquín Blume. 
En el año 1974 fue inaugurada la piscina de 25 metros cubierta con una piscina pequeña para la enseñanza de la natación, así como en verano del 1975 fue inaugurada la piscina de 50 metros descubierta, considerada por aquella época una de las mejores de España, con la celebración de unos Campeonatos de España Absolutos de Verano. Esta instalación fue iniciada durante la Presidencia en la Sección de Natación de D. Francesc Reig Carbonell, empresario de la zona e insigne nadador del club en la década de los 50, poseedor de varios récords nacionales de natación y ganador de la popular travesía al Puerto de Barcelona. 
Dentro de las mejoras de las instalaciones y con el aumento de la práctica de deporte, el Club se puso en marcha para la construcción de un Pabellón Cubierto en el cual pudieran alojarse las secciones de Baloncesto, Gimnasia Rítmica, Hockey Patines y Patinaje Artístico y por esto se inauguró el Pabellón actual el 19 de abril de 1986, durante la presidencia del empleado de banca y constructor Jordi Gras.  
El año 1993, la artista Pilarín Bayés dedicó una obra al Club, con la cita "Per al Reus Ploms orgull de tot Catalunya" (Para el Reus Ploms orgullo de todo Cataluña). 
Al Sr. Jordi Gras, lo sucedió en 1994 el abogado Antoni Castelló que no fue reelegido, y en 1997 se inició el mandato de Josep Casanovas. El 19 de diciembre de 2009 se celebraron las terceras elecciones de la historia del Club (91 años después de su fundación), disputadas entre la candidatura de Jordi Cervera y la de Andreu Giménez Fort. Este último fue elegido con 353 votos a favor sobre un total de 660.

## Breve Historia Deportiva

### Natación
En esta modalidad deportiva podemos destacar:  
- Francesc Calamita, campeón y plusmarquista de España en la prueba de 100 metros espalda
- Josep Tarragó que en el año 1957, en Marruecos, consiguió bajar el tiempo en la prueba de los 100 metros libres de 58″ a 57″.
- Josep Casanovas primer internacional en waterpolo
- Miquel Caelles internacional infantil
- Misericòrdia Sedó campeona de España Infantil e Internacional
- Antoni Castelló, subcampeón de España absoluto y campeón de Espanya Juvenil así como internacional con el equipo español, campeón de España juvenil e internacional
- Adolfo Coll, plusmarquista de España en la prueba de 100 metros libres, el cual participó en el Campeonato del Mundo de Natación el año 1991 en Perth (Australia)
- Jordi Cervera que también participó en dicho campeonato en la prueba de 25 km y un consumado “tragamillas”, pues ha realizado entre otras la travesía al Canal de la Mancha y la del Estrecho de Gibraltar, con el récord del mundo de nadar más metros durante 24 horas.
- Jordi Neira es uno de los puntales de la selección española de waterpolo.

### hokeyPatines
A destacar que el Club Natació Reus Ploms fue uno de los introductores del Hockey Patines en estas comarcas. 
En el año 1946, quedó Campeón de España de 1.ª División, con el primer equipo y el equipo que estaba en la 2.ª categoría, quedó clasificado en 2.º lugar.

### Patinaje artístico
- Susanna Espinal, patinadora artística que en el año se  clasificó en segundo lugar en el Campeonato de Europa Júnior de Siena (Italia).

### Atletismo
- Lluís Mas i Ossó, atleta ganador de una Jean Bouin en categorías infantiles.

## Presidentes
El club ha tenido al largo de su historia los siguientes presidentes:
- Nilo Alsina Gels, de 1917 a 1921.
- Joan Marca Miró, de 1922 a 1928.
- Albert Pallejá Carnice, de 1929 a 1930.
- Joan Marca Miró, de 1931 a 1933.
- Josep Andreu Abelló, de 1934 a 1939.
- Ramón Barrera Barnús, de 1939 a 1956.
- Josep Urgelles Morell, de 1957 a 1958.
- Pere Cartanya Aleu, de 1959 a 1967.
- Joan Sirolla Ribe, de 1967 a 1985.
- Jordi Gras Martin, de 1985 a 1993.
- Antoni Castelló Auqué, de 1994 a 1997.
- Josep Casanovas Gilabert, de 1997 a 2009.
- Andreu Gimènez Fort , de 2009 a 2015.
- Isidre Guinjoan Aymemí, actual Presidente.